# Raymond Sykes
Raymond McDonald Sykes (Jacksonville, 3 luglio 1986) è un ex cestista statunitense, professionista nella NBDL e in Europa.